# Leila Pinheiro
Leila Pinheiro, nome completo Leila Toscano Pinheiro (Belém, 16 ottobre 1960), è una cantante e pianista brasiliana nonché musicista di bossa nova.

## Biografia
All'età di dieci anni, Leila Pinheiro cominciò lo studio del pianoforte presso una scuola di musica, che lasciò per affidarsi totalmente alla guida di Guilherme Coutinho. La passione per la musica la indusse ad abbandonare gli studi universitari in Medicina. Debuttò nella sua città natale, partecipando allo spettacolo Sinal de Partida.
Il suo trasferimento a Rio de Janeiro, nel 1981, le offrì l'opportunità di conoscere l'ambiente musicale carioca. Fu affiancata da Tom Jobim, João Donato, Ivan Lins, Francis Hime e Toninho Horta nell'incisione durante il biennio 1981-82 di alcuni brani raccolti in Leila Pinheiro, il suo album d'esordio immesso sul mercato nel 1983. Nello stesso anno si esibì assieme al compositore Sérgio Ricardo e nel 1984 diede dei concerti in Colombia assieme allo Zimbo Trio.

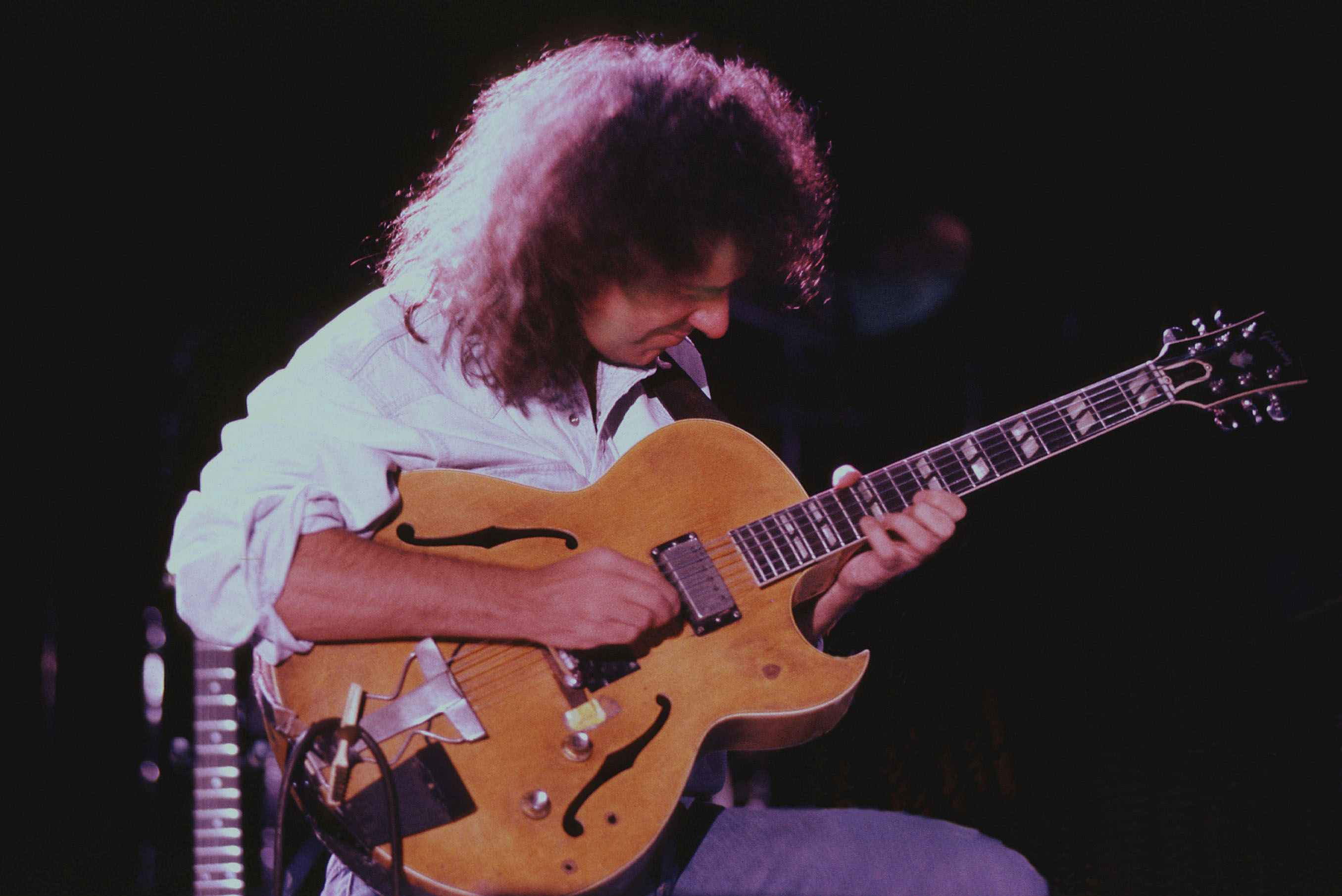
Pat Metheny (primi anni novanta)

L'anno seguente si classificò al terzo posto con la canzone Verde nella competizione trasmessa da TV Globo Festival dos Festivais; nell'occasione guadagnò il riconoscimento di miglior voce esordiente, e nel 1986, oltre a una serie di concerti in Brasile, per il suo secondo album Olho Nu ebbe al proprio fianco Roberto Menescal quale musicista, arrangiatore, direttore artistico e produttore di alcuni brani e la partecipazione straordinaria di Pat Metheny in uno degli assolo di chitarra presenti. Il disco le permise di essere la rappresentante del proprio Paese al 17º Festival Mundial Yamaha, nel quale ricevette il premio come migliore interprete.
Gli ultimi anni del decennio la videro impegnata in molteplici attività musicali: rappresentante del Brasile con il brano Estrela do Norte a un Festival televisivo tenutosi in Portogallo nel 1987; protagonista del suo terzo disco, Alma, e partecipante al progetto Pixinguinha a lato di Wagner Tiso nel 1988; interprete vocale, nel 1989, voluta da Roberto Menescal, dell'LP Bênção, Bossa Nova, in commemorazione dei 30 anni di bossa nova, disco che vendette 200 000 copie.
Negli anni novanta, Leila Pinhero continuò a pieno ritmo l'attività artistica. Assieme a Carlos Lyra, Verônica Sabino, Leny Andrade, Os Cariocas e Johnny Alf, nel 1991 intervenne allo spettacolo Noite da Bossa Nova e nello stesso anno uscì il suo quinto LP intitolato Outras Caras, che vide come produttore Roberto Menescal e a cui seguì l'anno successivo il tour che prese il nome dal disco. Nel 1993 si verificò una innovazione nella carriera dell'artista: il nuovo LP Coisas do Brasil, oltre a conquistare il disco d'oro, fu messo in scena col titolo Leila Pinheiro Solo, spettacolo in cui per la prima volta la cantante si accompagnava al pianoforte. Lo stesso anno la vide girare l'Europa, con concerti in Belgio, Paesi Bassi, Francia e Spagna.
La registrazione del 1994 di Isso É Bossa Nova – altro disco d'oro – diede luogo, l'anno successivo, all'omonimo spettacolo con cui la Pinheiro, accompagnata da un gruppo di violinisti e da un quartetto acustico, si esibì nelle principali città brasiliane. Sono del 1997 il CD Catavento e Girassol e lo spettacolo Vivendo Vinicius, in cui l'artista è contornata da nomi di rango quali Toquinho, Carlos Lyra e Baden Powell. Altre esibizioni la videro a fianco di Guinga, Lula Galvão e Ivan Lins. Con quest'ultimo girò in tour gli Stati Uniti dando il concerto finale al Blue Note di New York, e alla Carnegie Hall partecipò allo spettacolo All Jobim, affiancata da Ivan Lins, Dori Caymmi, Eugene Malov, Al Jarreau, Joe Lovano e Sharon Isbin.
Nel biennio 1988-89, Leila Pinheiro proseguì la sua attività artistica incidendo il CD Na ponta da língua, lavoro che divenne uno spettacolo che la musicista portò in tour per tutto il Brasile, con la partecipazione occasionale di musicisti quali Paulo Sérgio Santos, Nelson Faria, Lula Galvão, Luiz Brasil, Roberto Menescal e il compositore Flávio Venturini, e volta a volta di artisti locali. Altre esibizioni la videro a fianco di artisti di rilievo: in Brazilfest fu con Bebel Gilberto, Patricia Marx, Carol Saboya e il Quinteto D'Ellas; in É bonita a festa, pá fu affiancata da Baden Powell; per il progetto Verão musical interpretò brani di Guinga assieme al compositore carioca e a Paulo Bellinati e Lula Galvão.
Nel 2000 venne pubblicato il disco Reencontro. Nel lavoro è presente il brano Espere por mim morena, in cui si intreccia la voce della Pinheiro con quella del compositore e cantante Gonzaguinha – morto nel 1991 – che era stata tratta da un nastro recuperato negli archivi discografici della EMI. Il CD e il DVD Mais coisas do Brasil è del 2001. Dopo tre anni la Pinheiro incise a fianco di Gilberto Gil il CD Hino da fome zero e l'anno successivo fu la volta di Nos horizontes do mundo, in cui rilanciò composizioni di Chico Buarque, Caetano Veloso, Joyce, Eduardo Gudin, Fátima Guedes, João Donato fra gli altri. Il disco fu messo in scena nel 2006, e dallo spettacolo l'anno seguente furono tratti il CD e il DVD Nos horizontes do mundo - Ao vivo.
La spiaggia di Ipanema fu nel 2008 il teatro dello spettacolo celebrativo Bossa Nova 50 Anos, che vide la presenza di rilevanti musicisti brasiliani del tempo. Assieme a Leila Pinheiro si avvicendarono sul palco Roberto Menescal, Oscar Castro-Neves, Carlos Lyra, Wanda Sá, Emilio Santiago, lo Zimbo Trio, Leny Andrade, Fernanda Takai, João Donato, Joyce, Marcos Valle, Patrícia Alvi, i Bossacucanova, Cris Delanno e Maria Rita. Dopo la pubblicazione di altri due dischi, Pra Iluminar e Meu Segredo Mais Sincero, nel 2013 la cantante si è esibita nello spettacolo Leila Pinheiro - Voz e Piano, riproducendo motivi di Eduardo Gudin, Costa Netto, Carlos Lyra e Ronaldo Bôscoli; e ha pubblicato il CD Céu e mar in cui, assieme al chitarrista Nelson Faria, ha eseguito motivi di Ivan Lins, Edu Lobo, Gilberto Gil, Dori Caymmi, Chico Buarque, Tom Jobim, fra i tanti nomi illustri.
Nel 2015 è stato pubblicato l'EP Por onde eu for, che include tre brani inediti e la reincisione di Você em mim di Guilherme Arantes, con tre successivi concerti insieme a Rodrigo Tavares alle tastiere tenuti a Rio de Janeiro, San Paolo e Belo Horizonte nei quali è stato presentato il nuovo lavoro e brani già eseguiti in carriera. Tre anni dopo ha girato il Brasile con il suo spettacolo Sozinha ao Piano; fra le composizioni presentate, brani della Legião Urbana, João Bosco, Milton Nascimento, Roberto Menescal, Zélia Duncan e di altri artisti. Sempre nel 2018 la Pinheiro si è esibita a San Paolo nello spettacolo "Extravios", accompagnata dal cavaquinho a cinque corde suonato da João Felippe. Lo show ha visto l'alternarsi di esecuzioni musicali – brani di Caetano Veloso, Dolores Duran, Heitor Villa-Lobos, José Miguel Wisnik e Paulinho da Viola – e la recitazione di poesie di Cecília Meireles e di Hilda Hilst.

## Vita privata
Nel 2019 ha rilasciato un'intervista al giornale O Globo nella quale spiegava il processo di realizzazione del suo documentario Infinito Particular, destando scalpore con la dichiarazione esplicita della propria omosessualità.

## Discografia

### Album
- 1983 - Leila Pinheiro
- 1986 - Olho Nu
- 1988 - Alma
- 1989 - Bênção, Bossa Nova
- 1991 - Outras Caras
- 1993 - Coisas do Brasil
- 1994 - Isso é Bossa Nova
- 1996 - Catavento e Girassol
- 1998 - Na Ponta da Língua
- 2000 - Reencontro
- 2001 - Mais Coisas do Brasil - ao Vivo
- 2005 - Nos Horizontes do Mundo
- 2007 - Nos Horizontes do Mundo - ao Vivo
- 2007 - Agarradinhos (Leila Pinheiro e Roberto Menescal)
- 2009 - Pra Iluminar (Leila Pinheiro e Eduardo Gudin)
- 2010 - Meu Segredo Mais Sincero
- 2013 - Céu e Mar

### DVD
- 2001 - Mais Coisas do Brasil - Ao Vivo
- 2007 - Nos Horizontes do Mundo - Ao Vivo
- 2007 - Agarradinhos (Leila Pinheiro e Roberto Menescal)